# Terska obala
Terska obala (rus. Терский берег) je obalno područje u Murmanskoj oblasti na sjeverozapadu Rusije. Nalazi se na sjevernoj strani Bijelog mora, između ušća rijeke Varzuge i rta Svjatoj Nos. Glavne rijeke koje se ulijevaju u more na obali su Ponoj i Strelna.
Administrativno, Terska obala je podijeljena između Lovozerskog i Terskog u Murmanskoj oblasti.
Sela Olenica, Kaškarantsi, Kuzomen, Tetrino, Čapoma, Pjalica, Lumbovka nalaze se na Terskoj obali. Obalu su tek u 13. stoljeću naselili Pomori.
Terska obala uključena je u graničnu sigurnosnu zonu, namijenjenu zaštiti granica Ruske Federacije od neželjenih aktivnosti. Za posjet zoni potrebna je dozvola koju izdaje lokalni odjel FSB-a.

## Vanjske poveznice
- Терский берег. Velika sovjetska enciklopedija. Pristupljeno 21. lipnja 2020.